# The Story of Esther Costello
The Story of Esther Costello (bra: A Donzela de Ouro) é um filme britânico de 1957, do gênero drama, dirigido por David Miller, estrelado por Joan Crawford e Rossano Brazzi, e co-estrelado por Heather Sears, Lee Patterson, Ron Randell e Denis O'Dea. O roteiro de Charles Kaufman foi baseado no romance homônimo de 1953, de Nicholas Monsarrat.

## Sinopse
A garota irlandesa Esther Costello (Heather Sears), de quinze anos, é surda e cega desde o acidente que matou sua mãe. A socialite Margaret Landi (Joan Crawford), natural da vila de Esther na Irlanda, é convencida a ajudar a educar e possivelmente cuidar da menina. Margaret passa a amar a garota como sua própria filha, mas descobre que a inocência de Esther está ameaçada por Carlo (Rossano Brazzi), seu marido; e por promotores desprezíveis, que usam a garota para encobrir a corrupção presente na instituição de caridade que ela vive.

## Elenco
- Joan Crawford como Margaret Landi
- Rossano Brazzi como Carlo Landi
- Heather Sears como Esther Costello
  - Janina Faye como Esther Costello (criança)
- Lee Patterson como Harry Grant
- Ron Randell como Frank Wenzel
- Denis O'Dea como Padre Devlin
- Fay Compton como Madre Superiora
- John Loder como Paul Marchant
- Sidney James como Ryan
- Bessie Love como Matrona na Galeria de Arte
- Robert Ayres como Sr. Wilson
- Sally Smith como Susan North
- Maureen Delaney como Jennie Costello
- Victor Rietti como Sr. Gatti

## Produção
Os títulos de produção do filme foram "The Esther Costello Story" e "The Golden Virgin". Samuel Fuller estava originalmente escalado para escrever o roteiro e dirigir o filme, mas Fuller iniciou as negociações para vender seu roteiro para Howard Hughes depois que as atrizes que ele gostaria que estrelasse não estavam disponíveis, fazendo a produção ser adiada. Susan Strasberg, Joan Collins e Natalie Wood foram as atrizes consideradas para o papel de Margaret, mas Crawford acabou sendo a atriz escalada.
O filme foi baseado no romance homônimo de Nicholas Monsarrat, que quase foi processado por difamação pelos colegas de trabalho de Helen Keller devido a similaridades entre a história de Helen e a de Esther. Em particular, o livro parecia ofender o personagem do marido de Anne Sullivan, o escritor e publicitário John Macy, que tinha quase a idade de Keller. A relação entre Macy e Keller sempre foi uma especulação recorrente. O amigo repórter de Esther lembrava a tentativa altamente divulgada de Keller de fugir com o repórter-secretário Peter Fagan.
O romance se concentra principalmente nas falsidades por trás de instituições de caridade em grande escala e na natureza egoísta dos envolvidos. Quando Esther recupera sua visão e audição, seus promotores temem que isso acabe com as doações que ela recebe. Eles a convencem de que o estupro por qual ela passou foi culpa dela, e que revelar que ela estava curada traria vergonha e ruína para sua mãe adotiva, Margaret. Na verdade, ela é treinada para continuar agindo como uma pessoa surda, e faz isso por cerca de um ano.
Um papel coadjuvante importante para a história foi designado para Ron Randell.

## Recepção
Bosley Crowther, em sua crítica para o The New York Times, observou: "A Srta. Crawford, o Sr. Brazzi, o Sr. Patterson e todos os atores menores estão profissionais o tempo todo". William K. Zinsser, em sua crítica para o New York Herald Tribune, escreveu: "Não seria um filme de Joan Crawford sem muita angústia ... E seus fãs vão se divertir como sempre ... esse enredo permite que a Srta. Crawford prepare um jantar completo de humores dramáticos, da solidão ao amor materno, do orgulho da garota à paixão pelo marido e, finalmente, à raiva latente ... De alguma forma, ela consegue. Este pode não ser o seu tipo de filme, mas é o tipo de filme de muitas mulheres, e nossa Joan é a rainha dessa forma de arte".

### Bilheteria
O filme foi o 11.º mais popular nas bilheterias britânicas em 1957. De acordo com a revista Kinematograph Weekly, o filme estava "repleto de dinheiro" nas bilheterias britânicas em 1957.

## Mídia doméstica
Em 25 de novembro de 2014, o filme foi lançado em DVD pela Turner Classics (sob licença da Sony Pictures Home Entertainment), como parte da box set de quatro discos "Joan Crawford in the 1950s".